# Ficus versicolor
Ficus versicolor är en mullbärsväxtart som beskrevs av Bur.. Ficus versicolor ingår i släktet fikonsläktet, och familjen mullbärsväxter. Inga underarter finns listade i Catalogue of Life.